# Acanthopleura granulata
El chiton difuso o chiton fantasma (Acanthopleura granulata) es una especie de poliplacóforo tropical de tamaño medio. Esta especie es común dentro de su área de distribución en el océano Atlántico tropical occidental (Mar Caribe), pero suele pasar desapercibida con mucha frecuencia, debido a su color y textura que la mimetizan con las rocas del ambiente en las que vive.
En los países antillanos de habla inglesa, estos y otros chitones intermareales comunes se conocen como "curb" (bordillo, frenado).
El pie del animal es comestible y también se utiliza como cebo para la pesca.

## Descripción

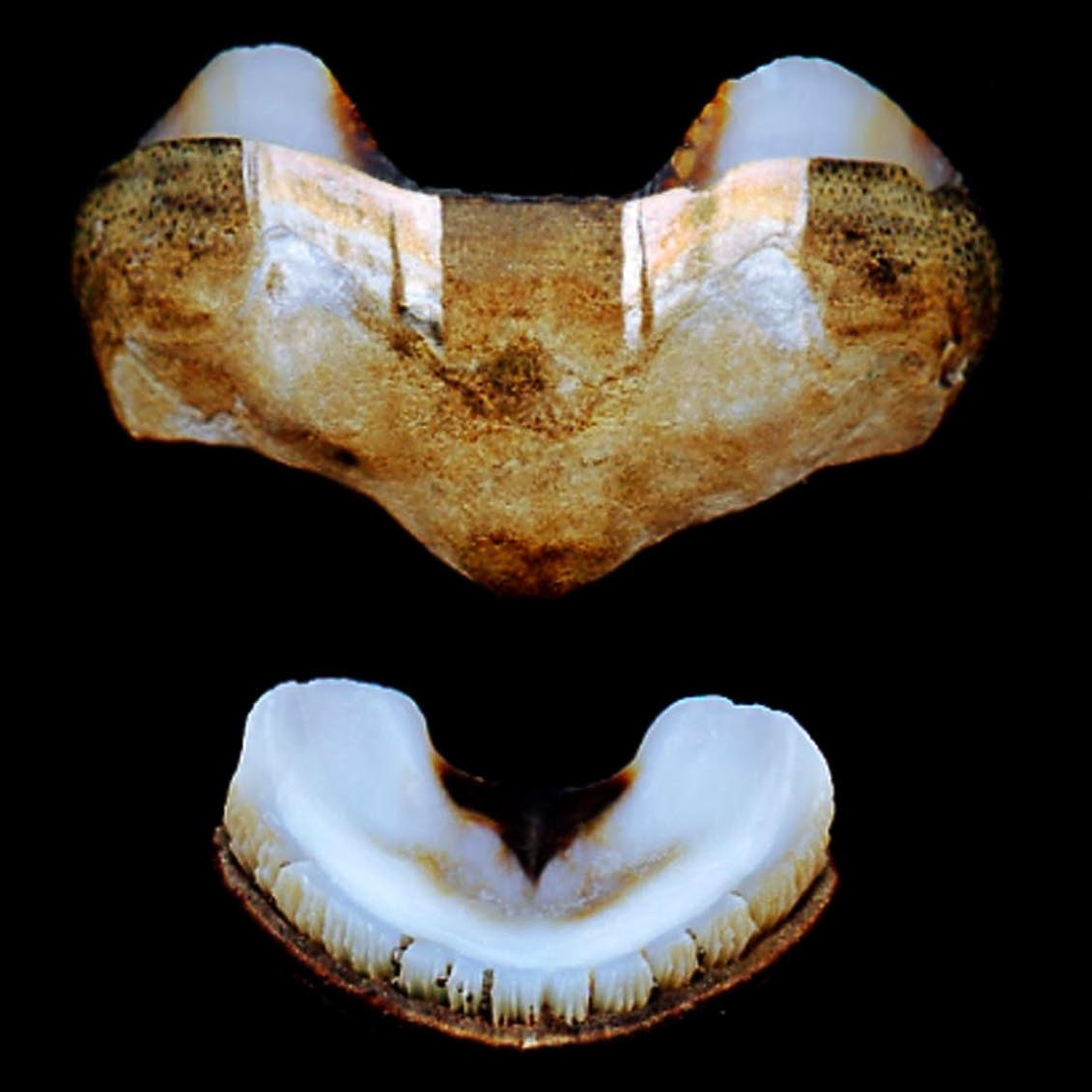
Arriba placa intermedia y abajo la placa de la cola (parte posterior) de Acanthopleura granulata

Alcanza hasta 7 cm de longitud. Presenta ocho placas gruesas y pesadas, la superficie de las placas suele estar fuertemente erosionada, pero cuando no se erosiona es granulada. La faja presenta una alta densidad de espículas. La coloración es por lo general mimética con el ambiente (por lo común de colores blancos, grises y algunas pocas bandas negras)

### Ojos
Acanthopleura granulata posee cientos de estructuras oculares, definibles como ojos rudimentarios, equipadas con un cristalino compuesto por aragonita. Es único animal que se conoce cuyo cristalino está hecho a partir de este material, ya que en otras especies de poliplacóforo son de calcita. Dichos ojos cumplen con una función visual muy rudimentaria y no solo para detectar cambios en la iluminación

## Distribución

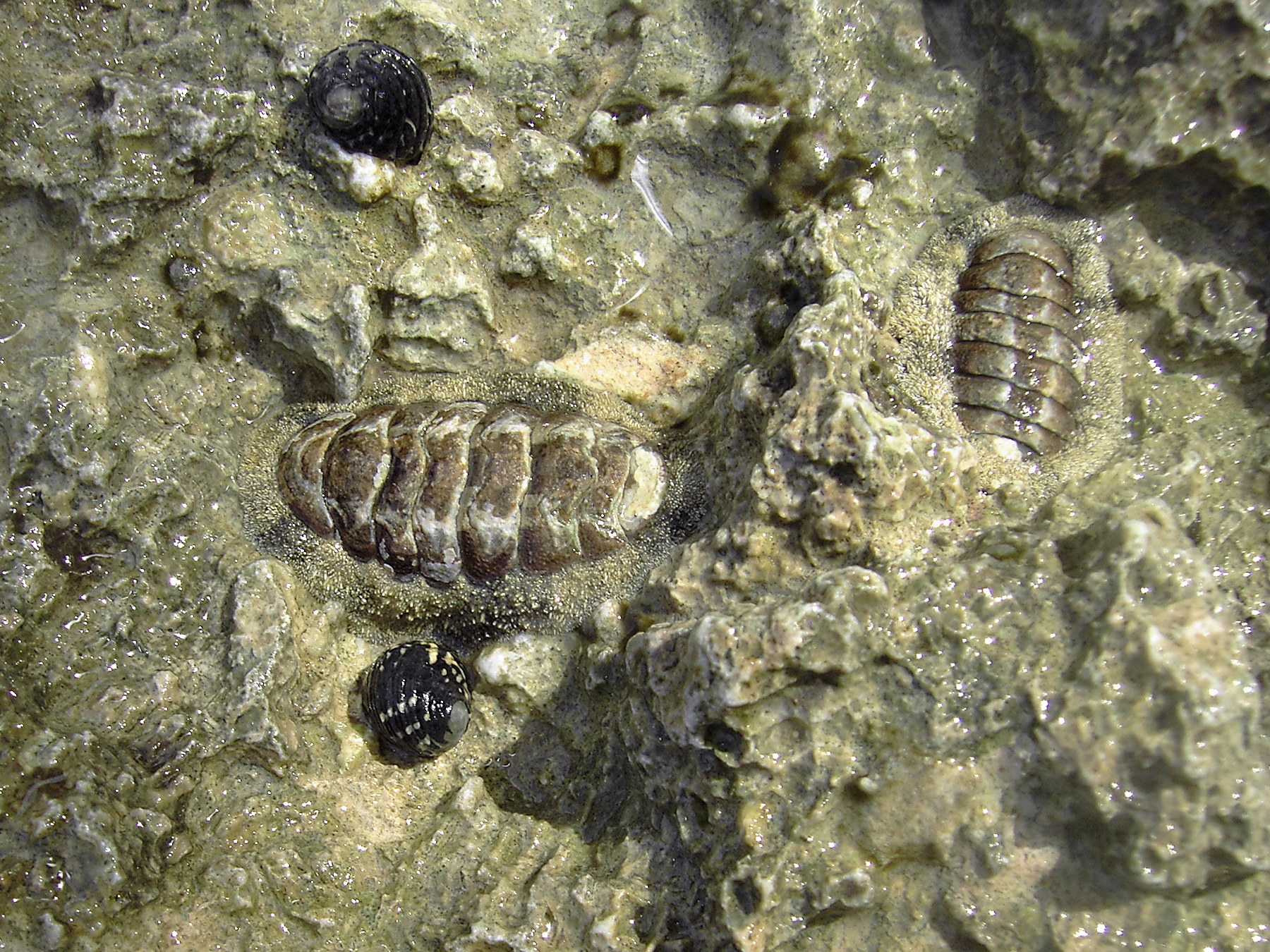
Dos individuos de Acanthopleura granulata en su hábitat natural en una roca en la isla de Guadalupe

Acanthopleura granulata es una especie de amplia distribución el Mar Caribe, citada desde la Florida a México, en las costas de América Central (Honduras, Costa Rica y Panamá) costas de Colombia y Venezuela en Sudamérica y en las Antillas (Bahamas, Cuba, Granada, Islas Caimán, Guadalupe Puerto Rico Trinidad y Tobago)

## Hábitat
Esta especie vive en las rocas muy altas en la zona intermareal. Es muy tolerante a la desecación solar.

## Nombres vernáculos
Chiton difuso, chiton fantasma, cucaracha de mar, lapa.

### Vídeo
- Radula Marks Made By A Grazing Of Feeding Marine Mollusk, Shot Zooms In. (Acanthopleura granulata) (enlace roto disponible en Internet Archive; véase el historial, la primera versión y la última).

- Datos: Q2016910
- Multimedia: Acanthopleura granulata / Q2016910
- Especies: Acanthopleura granulata